# Větrná energie

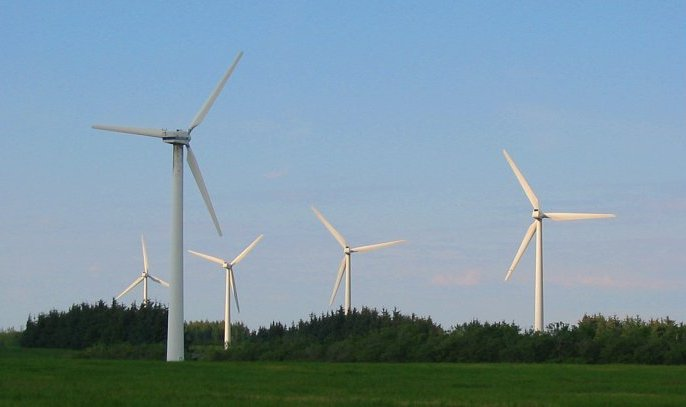
Větrné elektrárny v dánském Vendsysselu

Větrná energie je využití kinetické energie větru k vytváření užitečné práce. Historicky byla větrná energie využívána zejména plachetnicemi, větrnými mlýny a větrnými čerpadly. Dnes je nejdůležitější její využití k výrobě elektřiny ve větrné energetice jako zdroj obnovitelné energie, která se vyrábí pomocí větrných elektráren, které jsou často seskupeny do větrných farem a připojeny k elektrické síti.
V roce 2022 dodala větrná energie více než 2000 TWh elektřiny, což představovalo více než 7 % světové elektřiny a přibližně 2 % světové energie. V průběhu roku 2021 přibylo přibližně 100 GW, zejména v Číně a Spojených státech, a celosvětová instalovaná kapacita větrné energie přesáhla 800 GW. Aby pomohla splnit cíle Pařížské dohody omezit změnu klimatu, měla by se podle analytiků rozšiřovat mnohem rychleji – o více než 1 % výroby elektřiny ročně.
Větrná energie je považována za udržitelný obnovitelný zdroj energie a má mnohem menší dopad na životní prostředí ve srovnání se spalováním fosilních paliv. Větrná energie je proměnlivá, takže k dosažení spolehlivých dodávek elektřiny potřebuje skladování energie nebo jiné dispečerské zdroje energie. Pozemní (pevninské) větrné elektrárny mají větší vizuální dopad na krajinu než většina ostatních elektráren na jednotku vyrobené energie. Snižují tak ceny nemovitostí v okolí. Větrné elektrárny umístěné na moři mají menší vizuální dopad a vyšší instalovaný výkon i účinnost, i když jsou obecně dražší. Větrná energie na moři má v současné době podíl přibližně 10 % nových instalací.
Větrná energie je jedním z nejlevnějších zdrojů elektřiny na jednotku vyrobené energie. V mnoha lokalitách jsou nové větrné elektrárny na pevnině levnější než nové uhelné nebo plynové elektrárny.
Regiony ve vyšších severních a jižních zeměpisných šířkách mají nejvyšší potenciál pro větrnou energii. Ve většině regionů je výroba větrné energie vyšší v noci a v zimě, kdy je solární výkon nízký. Z tohoto důvodu jsou v mnoha zemích vhodné kombinace větrné a solární energie.

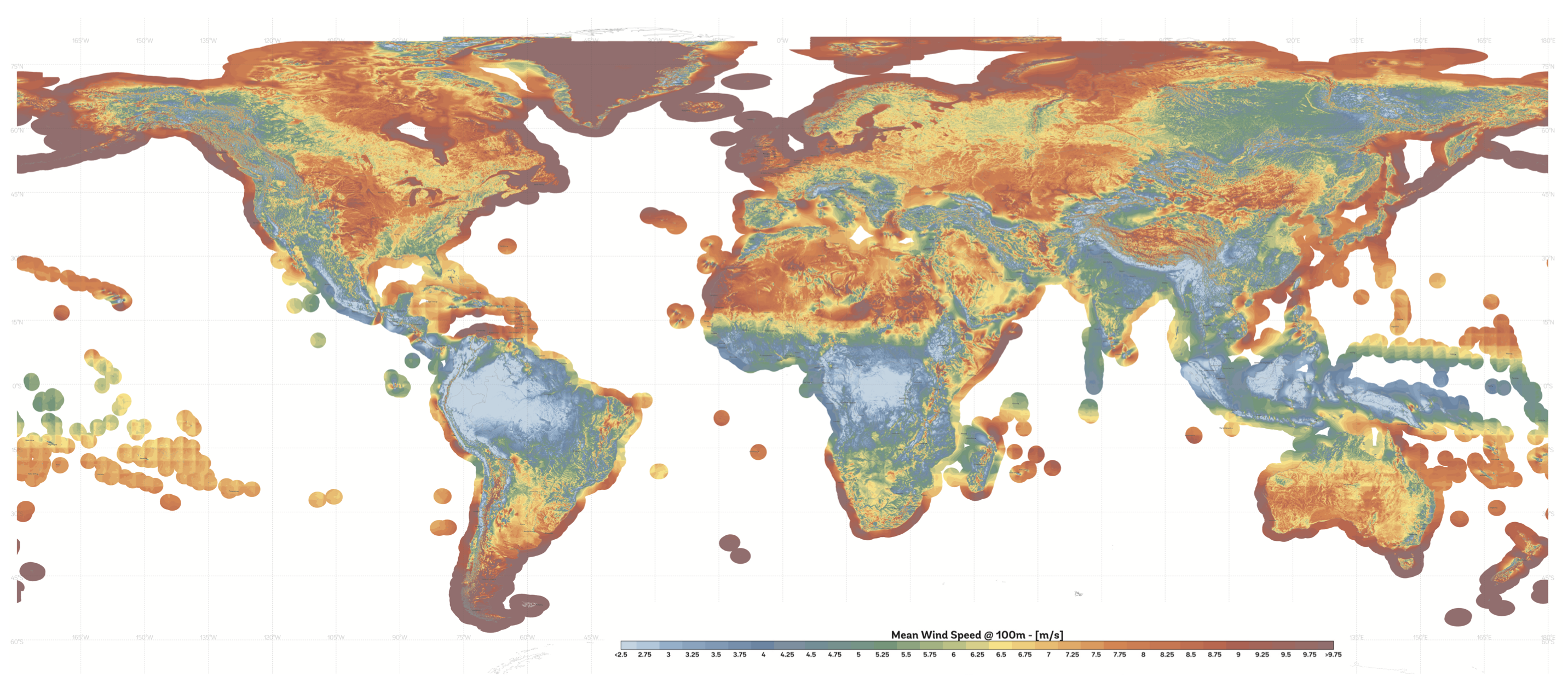
Globální mapa rychlosti větru ve výšce 100 metrů na pevnině a u pobřeží.

Rozložení rychlosti větru (červeně) a energie (modře) za celý rok 2002 v zařízení Lee Ranch v Coloradu. Histogram ukazuje naměřená data, zatímco křivka je Rayleighovo modelové rozdělení pro stejnou průměrnou rychlost větru.

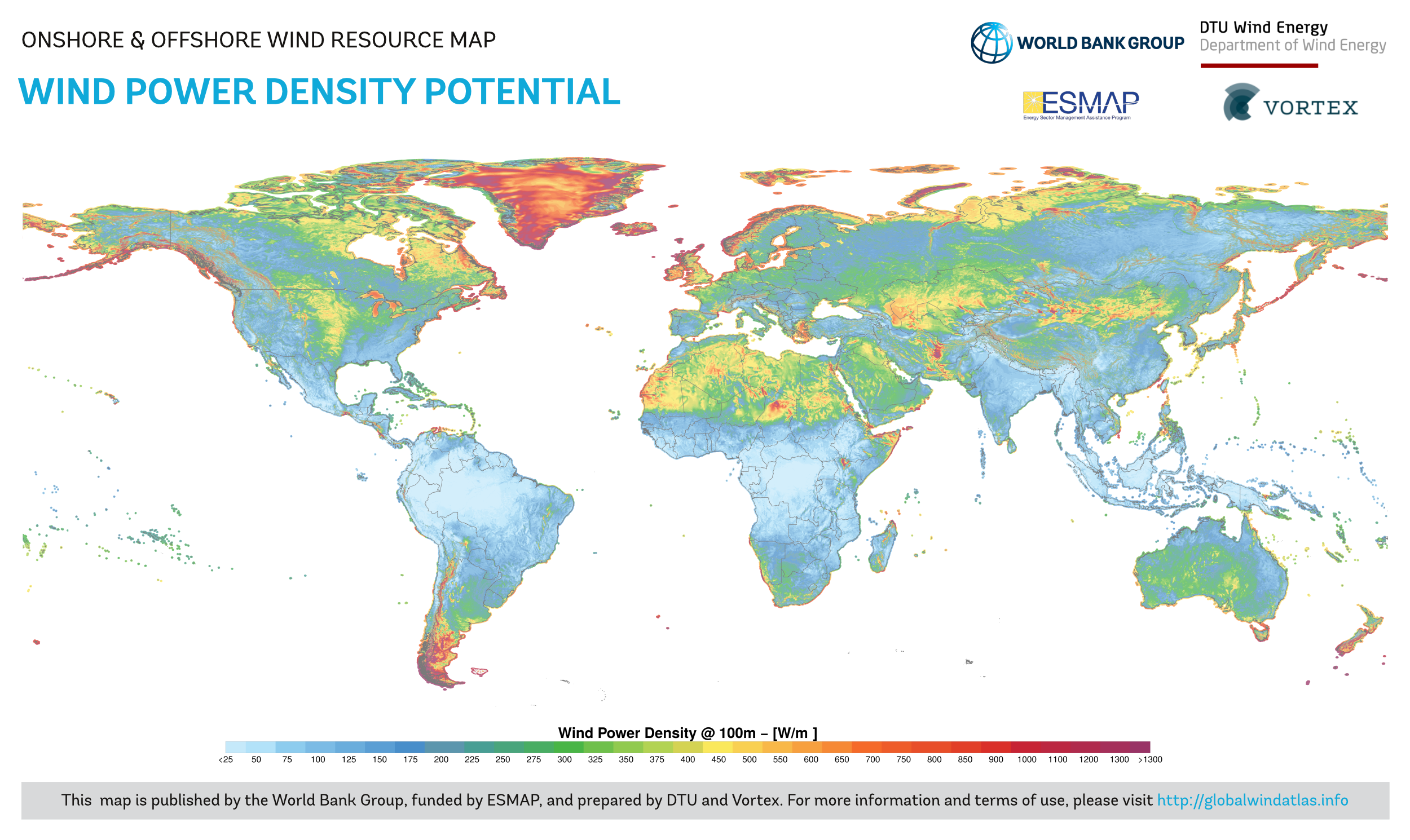
Globální mapa potenciálu hustoty větrné energie

## Vítr jako zdroj energie
Vítr je pohyb vzduchu v zemské atmosféře. Za jednotku času, například 1 sekundu, objem vzduchu, který prošel plochou {\displaystyle A} je {\displaystyle Av}. Pokud je hustota vzduchu {\displaystyle r}, je hmotnost tohoto objemu vzduchu {\displaystyle M=rAv} a přenos energie nebo přenos energie za sekundu je {\displaystyle P={\frac {1}{2}}Mv^{2}={\frac {1}{2}}Arv^{3}}. Síla větru je tedy úměrná třetí mocnině rychlosti větru; Dostupný výkon se zvýší osminásobně, když se rychlost větru zdvojnásobí. Změna rychlosti větru faktorem 2,1544 zvyšuje sílu větru o jeden řád (vynásobte 10).
Globální kinetická energie větru byla v období od roku 1979 do roku 2010 v průměru přibližně 1,50 MJ/m2, 1,31 MJ/m2 na severní polokouli a 1,70 MJ/m2 na jižní polokouli. Atmosféra funguje jako tepelný motor, absorbuje teplo při vyšších teplotách a uvolňuje teplo při nižších teplotách. Tento proces je zodpovědný za produkci kinetické energie větru rychlostí 2,46 W/m2, čímž udržuje cirkulaci atmosféry proti tření.
Prostřednictvím hodnocení větrných zdrojů je možné odhadnout potenciál větrné energie globálně, podle země nebo regionu nebo pro konkrétní lokalitu. Globální atlas větru, který poskytuje Dánská technická univerzita ve spolupráci se Světovou bankou, poskytuje globální hodnocení potenciálu větrné energie. Na rozdíl od „statických“ atlasů větrných zdrojů, které průměrují rychlost větru a hustotu výkonu za několik let, nástroje jako Renewables.ninja poskytují časově proměnlivé simulace rychlosti větru a výkonu z různých modelů větrných turbín v hodinovém rozlišení.
Celkové množství ekonomicky extrahovatelné energie dostupné z větru je podstatně vyšší, než je současná spotřeba energie člověkem ze všech zdrojů.  Síla větru se mění a průměrná hodnota pro dané místo sama o sobě neudává množství energie, které by zde větrná turbína mohla vyprodukovat.
Pro posouzení perspektivních větrných elektráren se často používá funkce rozdělení pravděpodobnosti, která odpovídá pozorovaným údajům o rychlosti větru.  Na různých místech bude mít různé rozložení rychlosti větru. Weibullův model věrně odráží skutečné rozložení hodinových/desetiminutových rychlostí větru na mnoha místech. Weibullův faktor je často blízký 2, a proto lze Rayleighovo rozdělení použít jako méně přesný, ale jednodušší model.

## Teorie větrné elektrárny

### Teoreticky dosažitelný výkon
Proudící vzduch předává lopatkám větrné elektrárny část své kinetické energie. Albert Betz v roce 1919 odvodil teoreticky maximální dosažitelnou účinnost větrného stroje na 59,3 % (tzv. Betzovo pravidlo). Kinetická energie větru se v turbíně mění na energii otáčivého pohybu a následně v generátoru na energii elektrickou. Teoreticky dosažitelný výkon činí v případě jednotkové plochy
{\displaystyle P_{t}=k_{B}\cdot \rho \cdot {\frac {v^{3}}{2}}}, kde kB je Betzův koeficient 0,59
Pro reálné turbíny s průměrem rotoru D (tedy délkou lopatky D/2) se používá vzorec
{\displaystyle P=c_{p}\cdot \rho \cdot {\frac {v^{3}}{2}}\cdot \pi \cdot {\frac {D^{2}}{4}}}, kde cp je součinitel výkonnosti, v ideálním případě rovný 0,59

### Účinnost

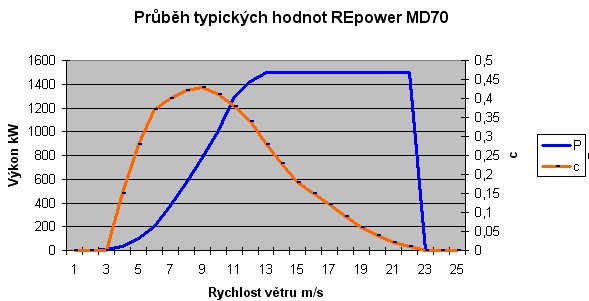
Typický průběh generovaného výkonu a součinitele výkonnosti VE v závislosti na rychlosti větru

Součinitel výkonnosti je sám o sobě funkcí rychlosti větru a je dán konstrukčním řešením turbíny, konkrétně převodní křivkou úhlu natočení lopatek turbíny v závislosti na rychlosti větru. To, v kombinaci s kubickou závislostí na rychlosti větru způsobuje pronikavou závislost skutečného výkonu na rychlosti větru (při poloviční rychlosti je výkon osminový atd.).
Další podstatnou hodnotou, definující účinnost větrného zdroje je koeficient ročního využití {\displaystyle k}, definovaný jako poměr skutečně odvedeného výkonu k teoreticky možnému výkonu zdroje za rok. V českých podmínkách se {\displaystyle k} pohybuje v mezích 0,1–0,2, průměrně 0,2 a pro velmi větrné lokality dosahuje až 0,25.
Statisticky podle dat ČSÚ za rok 2007 dosahoval koeficient ročního využití větrných elektráren v ČR pouze 12,71 % (za rok 2005 to bylo pouze 11 %). Hodnota ovšem značně závisí na zvolené lokalitě – větrná farma Sternwald na rakousko-českých hranicích ve východní části Šumavy dosáhla se 7 větrnými elektrárnami o instalovaném výkonu 14 MW koeficientu ročního využití za rok 2006 21,9 %, za první 4 měsíce roku 2007 se dokonce podařilo dosáhnout hodnoty průměrného využití 32,3 % (přičemž po zbytek téhož roku to bylo necelých 20 %).
Další ztráty však vznikají i na jednotlivých částech soustrojí větrné elektrárny. Účinnost soustrojí se určí součinem účinnosti jednotlivých částí soustrojí elektrárny (rotoru, převodovky a generátoru):
{\displaystyle c_{p}=\eta _{R}\cdot \eta _{P}\cdot \eta _{G}}

### Rychlost větru v obecných podmínkách

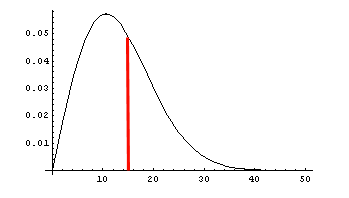
Rozložení hustot rychlostí větru pro střední hodnotu rychlosti 15 m/s

Spektrum rozložení hustoty rychlostí větru v dané lokalitě je poměrně dobře popsatelné Rayleighovým rozdělením (normální rozdělení v polárních souřadnicích) jako speciálním případem rozdělení Weibullova. Jde o funkci
{\displaystyle f(v)={\frac {\beta }{\eta }}\cdot ({\frac {v}{\eta }})^{\beta -1}\cdot e^{-({\frac {v}{\eta }})^{\beta }}}, kde v je náhodně proměnná rychlost větru, {\displaystyle \beta =2} je tvarový parametr rozložení
a {\displaystyle \eta } odpovídá střední hodnotě rychlosti větru
{\displaystyle \eta \approx {\frac {\tilde {v}}{0.886}}}
Je zřejmé, že maximum hustoty výskytu rychlostí bude vždy ležet vlevo od hustoty výskytu střední rychlosti větru. Pro reálné použití má smysl pracovat s pravděpodobností výskytu rozsahu rychlostí větru v intervalu (v1,v2), kterou lze určit jako
{\displaystyle P_{(v_{1},v_{2})}=\int _{v_{1}}^{v_{2}}f(v)\mathrm {d} v}

### Velikost elektrárny
Velká pole větrných elektráren jsou měně účinná (o rozloze nad 30 km). Způsobují totiž úbytek větru a velké větrné farmy mají limit účinnosti zhruba 1 W na čtvereční metr plochy země. V praxi v USA zabírají větrné elektrárny 70 akrů na produkci MW (tedy něco přes 3 W na čtvereční metr).

## Hlučnost větrných elektráren

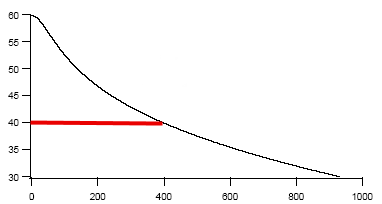
Typická křivka závislosti hlučnosti větrného zdroje na vzdálenosti, vyznačena hygienická hranice 40 dbA pro noční dobu

Větrné elektrárny jsou zdrojem nežádoucího hluku. Jeho hlavními původci (zde a dále jsou uvažovány zdroje, pracující s vrtulí na nabíhající vzdušný proud) jsou aerodynamické hluky obtékání listů vrtule, gondoly a dříku stavby, turbulence, vznikající obtékáním náběžné hrany listu, víry v okolí konců vrtulových listů, turbulence nad odtokovou hranou listu a hluk laminárního proudění. Dále je hluk produkován mechanickými částmi konstrukce (servomotory a jejich převody, čerpadla, chladicí ventilátory měničů a mechanismů) a generátorem. Mimo slyšitelné pásmo v oblasti frekvencí 2–31,5 Hz (infrazvuk) je hluk větrných elektráren na úrovni přirozeného pozadí.

### Šíření hluku větrného zdroje
V praxi je jako model šíření používána náhrada prostředí hemisférou s homogenními vlastnostmi. V tomto modelu lze určit hlasitost hluku s danou intenzitou a v dané vzdálenosti dle vzorce
{\displaystyle L_{p}=L_{w}-10\cdot log_{10}(2\pi \cdot R^{2})-\alpha \cdot R}
kde R je vzdálenost od zdroje hluku a α je součinitel absorpce, přijímaný pro suchý vzduch α=0.005 dBm−1, přičemž zdroj hluku je považován za bodový. Metodika měření je dána IEC 61400-11 ve druhém vydání. České hygienické normy připouštějí maximální úroveň hluku v obytné zástavbě 50 dBA ve dne a 40 dBA v noci, přípustná úroveň hluku ve volné přírodě není stanovena.

### Infrazvuky
Zdrojem infrazvuků jsou zejména mechanické části konstrukce větrných turbín. Pro stanovení jejich intenzity nelze používat hlukoměry s filtrem křivky A (ekvivalent citlivosti ucha), který infrazvuky potlačuje. Hluk větrných elektráren, emitovaný v infrazvukové oblasti dosahuje až 70 dB (Vestas V-52 70 dB na frekvenci 16 Hz, Vestas V-80 72 dB ve frekvenčním rozsahu 4–26 Hz), což v tomto pásmu odpovídá přirozenému hlukovému pozadí. Infrazvukové vlnění se kromě vzdušné cesty šíří i konstrukcí dříku a základovou deskou do okolí.

### Hluky, typické pro větrný zdroj
| Zdroj hluku                 | Frekvenční rozsah | Typická intenzita | Charakter hluku                                                                                        |
| --------------------------- | ----------------- | ----------------- | --- |
| Turbulence na koncích listu | 500–1000 Hz       | 91,2 dBA          | širokopásmové hučení, modulované otáčkami listu (wish-wish)                                            |
| Hluk na náběžné hraně       | 750–2000 Hz       | 99,2 dBA          | širokopásmové svištění                                                                                 |
| Hluk odtrhávání proudnic    | typický tón       | 84,8 dBA          | tón, měnící se dle rychlosti větru                                                                     |
| Strojovna                   | směs hluků        | 97,4 dBA          | směs hluků, měnících se s různou periodicitou (zapínání a vypínání servopohonů, čerpadel, ventilátorů) |
| Generátor                   | tón               | 87,2 dBA          | tón, jehož výška se mění s otáčkami vrtule                                                             |

## Vliv na životní prostředí
Větrné elektrárny působí na dravé ptáky v ekosystému podobně jako jejich predátoři.
Větrné elektrárny způsobují míhání stínů (flicker effect), což působí na zvířata i lidi.[zdroj?]
Technologie na výrobu energie z větru spotřebovává několikrát více minerálů než technologie mající za zdroj energie jadernou energii či spalování plynu, což úměrně zatěžuje životní prostředí těžbou surovin, pokud kovy nejsou z recyklovaného zdroje. V přepočtu na vyrobenou MWh větrná farma potřebuje k instalaci cca 2x více minerálů než jaderná elektrárna, na druhou stranu k provozu nepotřebuje doplňovat palivo. Neprodukuje sice prakticky žádný odpad z provozu, použité lopatky z turbín je ale drahé a technologicky složité recyklovat.
Pokud jde o srovnání celoživotního cyklu větrných elektráren s jinými zdroji elektřiny, je vítr druhým nejčistším a nejbezpečnějším zdrojem po slunci, v podobné rovině jako vodní, geotermální či jaderná energie. Srovnání kalkuluje s údaji o produkci skleníkových plynů a propočtem vlivu na úmrtí z nehod a znečištění.

## Větrné elektrárny v Česku

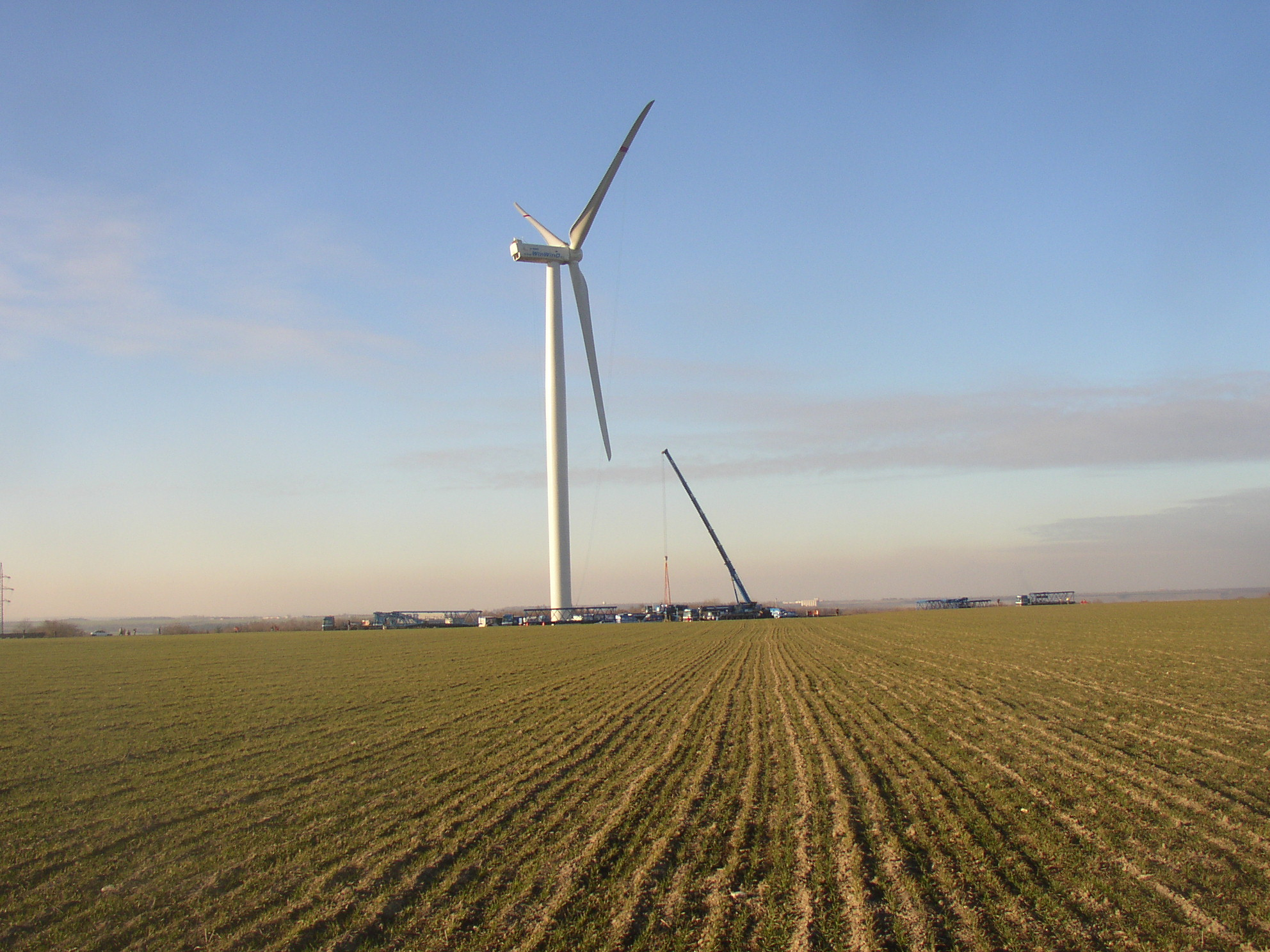
Pchery, okres Kladno. Demontáž jeřábu při dokončování dosud nejvýkonnější větrné elektrárny v Česku (únor 2008).

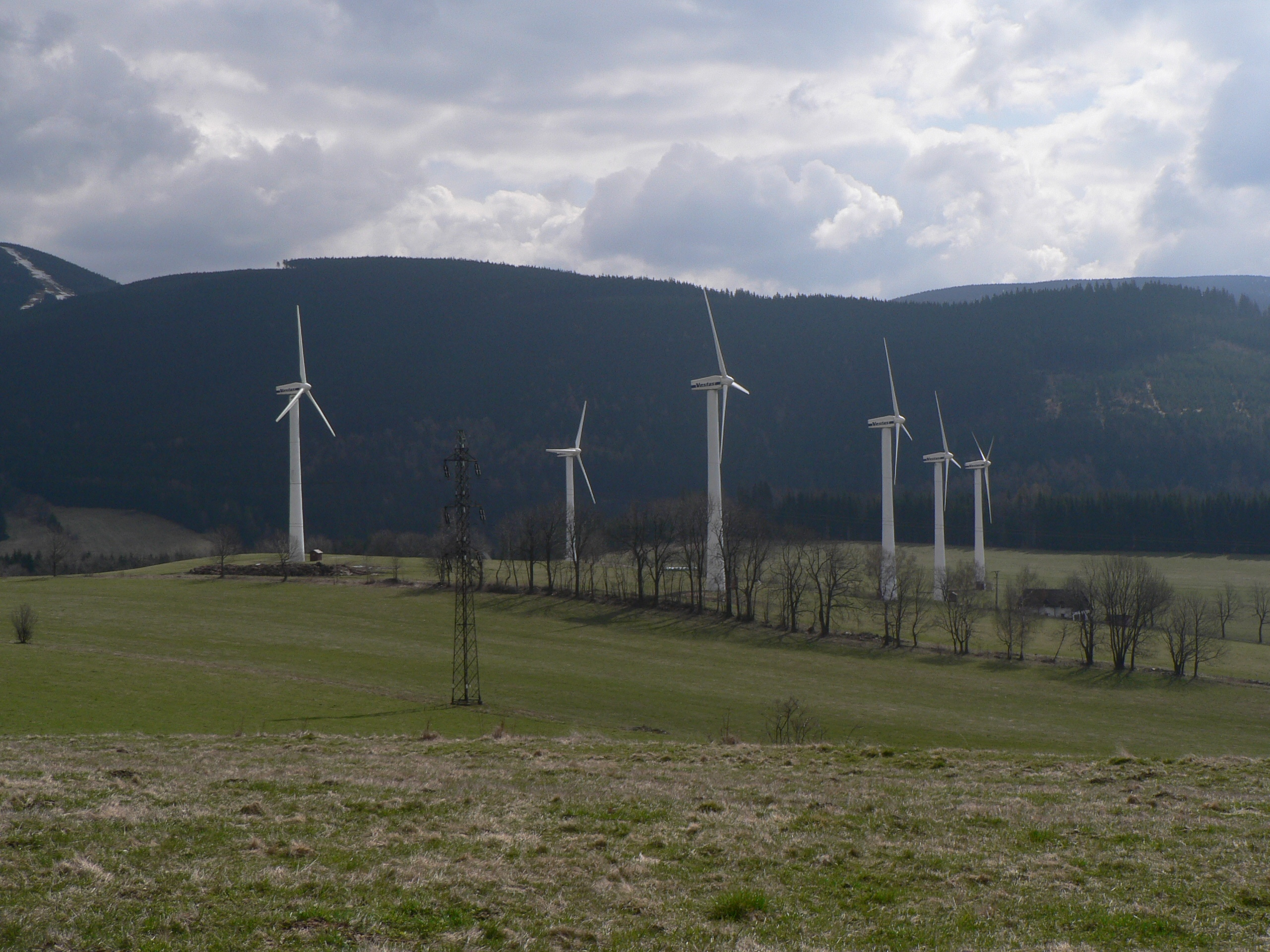
Větrné elektrárny u Ostružné, Jesenicko

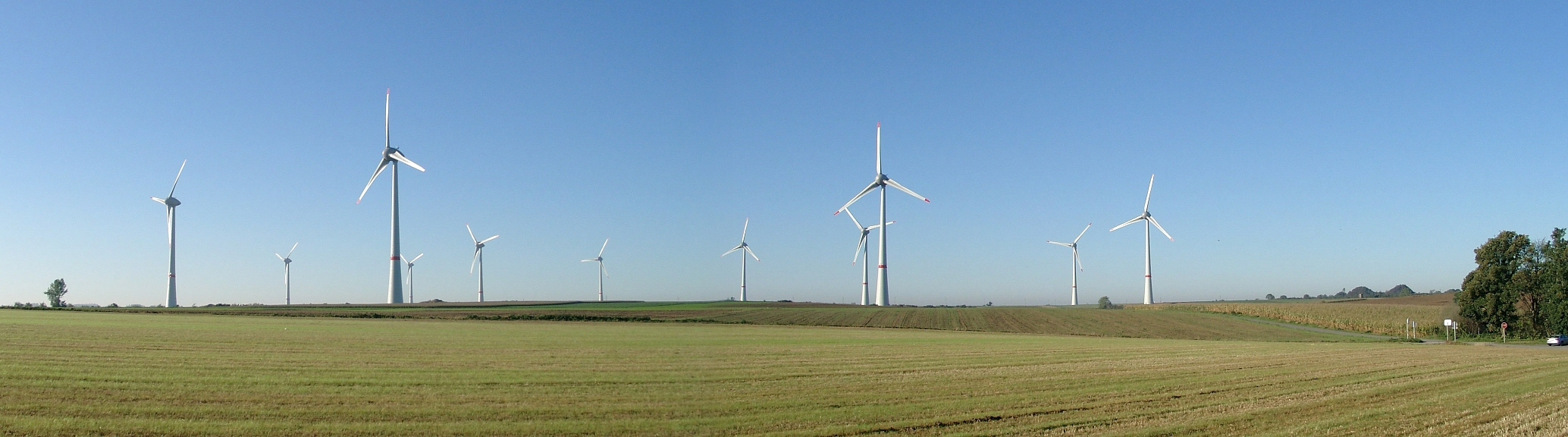
7,5 MW turbíny větrné farmy v Belgii Estinnes dokončeno 10.10.2010

Celkový instalovaný výkon větrných elektráren v České republice k 31. 12. 2023 přesáhl 342 MW. V roce 2023 větrné elektrárny vyrobily 701 GWh brutto, což je 1,03 % hrubé konečné spotřeby v ČR (dopočteno podle). Odpovídá to také průměrnému výkonu 80 MW (koeficient ročního využití 23,38 % pro skutečně dodanou energii do sítě je to 23,11 %). Koeficient ročního využití v ČR je průměrně 20 %, ve výhodných lokalitách až 25 %.
Ústav fyziky atmosféry Akademie věd České republiky odhadl v roce 2007 technický potenciál větrné energie v České republice na 29 GW a 71 TWh ročně (tedy 105 % roční hrubé spotřeby ČR v roce 2023 – dopočteno podle). Technický odhad uvažoval využití tehdy dostupných větrných turbín ve výšce kolem 100 m nad povrchem země, ale ignoroval většinu jiných praktických omezení – např. vlastnická práva a zastavěnost pozemků, ochranná pásma radarových a telekomunikačních zařízení a jiná omezení – jde tedy o teoretické maximum, kterého by šlo čistě technicky dosáhnout.
Podle odhadu realizovatelných větrných elektráren Ústavu fyziky atmosféry AVČR z roku 2007, který zapracoval i dodatečná praktická omezení stavby větrných elektráren, odhadl v ČR podle nejméně příznivého scénáře potenciál pro 472 větrných turbín o výkonu 991 MW s produkcí 2,4 TWh za rok, v případě středního scénáře 1179 turbín s celkovým výkonem 2516 MW a produkcí 5,6 TWh za rok a v případě pro větrnou energii nejpříznivějšího scénáře potenciál 2736 turbín o výkonu 5972 MW s produkcí 14,7 TWh ročně. V roce 2012 Ústav zpřesnil svůj odhad středního scénáře na potenciál 759 turbín o celkovém výkonu 2277 MW s roční výrobou 5,9 TWh.

## Větrné elektrárny na moři

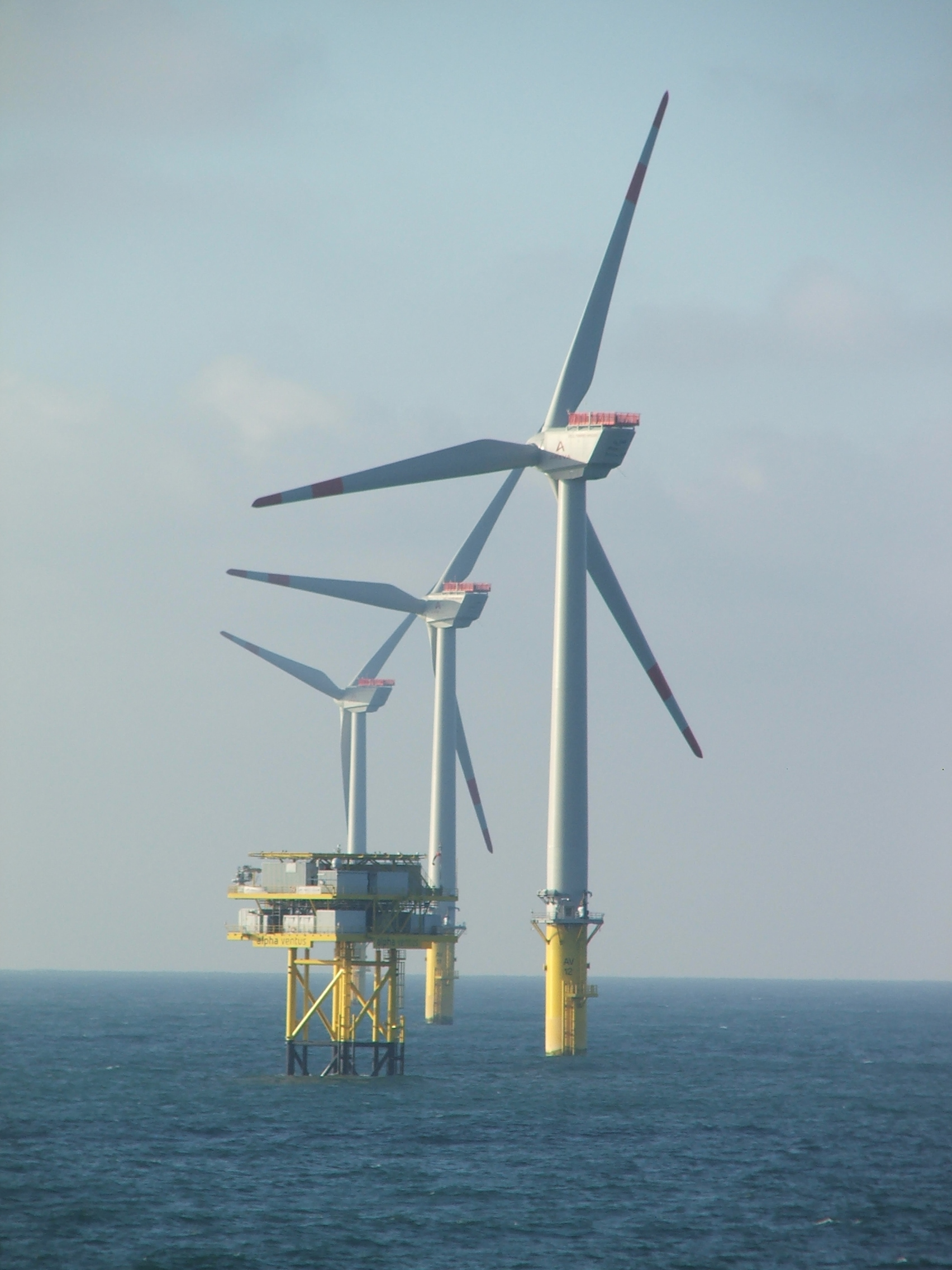
Větrné turbíny a elektrické stanice Alpha Ventus Offshore Wind Farm v Severním moři

Větrné turbíny na moři jsou větrné elektrárny, jejichž konstrukce se nachází na vodní ploše, obvykle na mořském kontinentálním šelfu. Větrné turbíny na moři generují větší množství energie než pevninské turbíny, což je to způsobeno tím, že na moři panují vyšší rychlosti větru než na souši. Tyto větrné elektrárny se mohou nacházet i na jiných vodních plochách, jako jsou jezera, fjordy nebo chráněné pobřežní oblasti. Mohou mít základy zabudované do dna nebo mohou být umístěné na plovoucí konstrukci, která je připoutána ke dnu. Skupiny větrných turbín tvoří větrné farmy.
Celková světová kapacita větrných elektráren na moři byla 29,1 GW ke konci roku 2019. Nejvíce větrných turbín na moři se v současné době nachází v severní Evropě, zejména ve Velké Británii a Německu. Dohromady představují více než dvě třetiny celkově instalované větrné energie na moři.
Dříve byla cena výroby elektřiny pomocí mořské větrné turbíny vyšší než náklady na výrobu elektřiny pomocí větrných turbín na souši. Avšak náklady v posledních letech rychle klesají. V roce 2019 dělaly 78 $ / MWh. Od roku 2017 je mořská větrná energie v Evropě cenově konkurenceschopná s konvenčními zdroji energie.

## Rekordy

### Největší větrná elektrárna na světě
Největší větrná farma se nachází v Gansu, v severovýchodní Číně. Ve skutečnosti se jedná o skupinu 18 menších větrných farem. Celkem by měla tato farma čítat kolem 7000 větrných turbín. Plánovaný výkon elektrárny je 20 GW, nicméně elektrárna je stále ve výstavbě.

### Nejvyšší pokrytí výroby elektřiny pomocí větru
Španělská energetika zaznamenala ráno 30. prosince 2009 rekord, energie z větrných elektráren tam pokryla přes 54 % celkové poptávky po elektřině. To odpovídalo výkonu přes 10 000 megawattů.

### Nejvýkonnější větrné turbíny
V této oblasti jde vývoj stále kupředu. V roce 2018 nejvýkonnější větrné turbíny měly výkon 8,8 MW. Před koncem roku 2019 začal v nizozemském Rotterdamu zkušební provoz turbíny Haliade-X, která dosahuje výkonu 12 MW. Výška stožáru 260 m a délka lopatek přes 100 m ji činí největší turbínou světa. Její sériová výroba je naplánována na rok 2021.
Přední výrobce větrných turbín, Dánská firma Vestas, představila v únoru 2021 turbínu instalovatelnou na moře o výkonu 15 MW.

## Kontroverze

### Nucené odstávky
V době nadvýroby z OZE zdrojů musí být větrné elektrárny nuceně odpojovány od sítě (odstávka výroby), protože by mohly přetížit (a tím poškodit) elektrickou přenosovou soustavu. V rámci technologických možností je v době nadvýroby OZE omezována či zastavována výroba z fosilních elektráren a nejprve omezována dodávka z fotovoltaických elektráren. Nadvýroba způsobuje záporné ceny na burze elektrické energie. Ale například v dubnu 2024 musely být v Polsku tepelné elektrárny ponechány v provozu, aby mohly následně dodávat elektřinu v noci (úplné zastavení nebo rozjezd velké tepelné elektrárny trvá i desítky hodin), takže byl odstaven výkon OZE zdrojů o velikosti 4,6 GW (cca dva Temelíny). Provozovatelům OZE zdrojů jsou poskytovány kompenzace.

### Garance ceny
Stavba větrných elektráren není rentabilní, a proto je provozovatelům garantována nejnižší výkupní cena elektřiny. Pokud cena na burze za denní cenu klesne pod tuto mez, je rozdíl provozovateli dorovnáván. Pokud cena elektřina tuto mez přesahuje, je zisk provozovateli ponechán. V roce 2023 vede nedostatečná garantovaná cena v Německu k tomu, že aukci klesá objem vysoutěžených projektů (73,2 EUR/MWh, tj. asi 1,83 Kč/kWh). V roce 2024 vypsalo české ministerstvo průmyslu a obchodu aukci na výstavbu větrných elektráren o souhrnném výkonu 35,2 MW, kde od doby zprovoznění v roce 2027 garantuje provozovateli na 20 let výkupní cenu alespoň 3469 Kč/MWh (v roce 2023 to bylo 3500 Kč/MWh). V aukci byly vybrány projekty, které nabídly cenu v rozpětí od 2469 do 3469 Kč/MWh o celkovém výkonu 24,5 MW.
Bez dotací většina větrných elektráren prodělává (viz výše garance ceny). Ziskové jsou v našem blízkém okolí zejména offshorové (příbřežní) elektrárny v Severním moři, Baltském moři a také onshorové (pevninské) v Severoněmecké nížině.

### Potřeba záložních zdrojů
Při využití větrné turbíny jako zdroje pro elektrickou distribuční soustavu je nutné počítat s tím, že dodávky elektrické energie nejsou rovnoměrné a není možné je příliš regulovat. Je-li bezvětří, nevyrábí větrná elektrárna žádný proud. Při příliš vysoké rychlosti větru jsou turbíny kvůli bezpečnosti odstaveny z provozu. Fouká-li optimální vítr, vyrábí turbíny maximum proudu a distribuční soustava je zatížena nadměrnými přetoky elektrické energie z místa výroby na místo její spotřeby (například v Německu ze severního pobřeží do jižní průmyslové oblasti). Vyrovnání přetoků vyžaduje vysoké investice do přenosové soustavy, která je však následně využívána jen nepravidelně, což prodražuje konečnou cenu vyrobené energie. Kvůli výpadkům výroby větrných turbín je nutné mít v distribuční soustavě stále k dispozici alespoň stejný výkon stabilních zdrojů (tepelné nebo plynové elektrárny s rychlým náběhem), které výpadek mohou kdykoliv nahradit. Tyto záložní zdroje nejsou proto využívány trvale (slouží jako záloha), což dále prodražuje výrobu energie z větru a zvyšuje tak nepřímo její uhlíkovou stopu. Náklady na záložní zdroje elektrické energie (v době, kdy větrná elektrárna nevyrábí) jsou v roce 2022 spotřebitelům účtovány jako součást regulované složky v měsíčním vyúčtování.